# Politische Gliederung Griechenlands

Die 13 Regionen mit ihren Hauptstädten und die 325 Gemeinden Griechenlands (2011)

Die politische Gliederung Griechenlands kennt mit Wirkung vom 1. Januar 2011 drei Verwaltungsebenen.
Die Verwaltung auf staatlicher Ebene wird durch sieben Dezentrale Behörden (Singular griechisch Αποκεντρωμένη Διοίκηση Apokendroméni Diíkisi) ausgeübt, denen ein durch die griechische Regierung ernannter Generalsekretär (Γενικός Γραμματέας Genikos Grammateas) vorsteht.
Auf regionaler Ebene ist Griechenland in dreizehn Regionen (Einzahl περιφέρεια periferia) eingeteilt, die von einem Gouverneur (περιφερειάρχης periferiarchis) und einem Regionalrat (περιφερειακό συμβούλιο periferiako symvoulio) regiert werden. Die bis 2010 bestehende Einteilung der Regionen in 54 Präfekturen ist abgeschafft.
Die kommunale Ebene bilden 332 Gemeinden (Singular δήμος dimos), in denen ein Bürgermeister (δήμαρχος dimarchos) und ein Gemeinderat (δημοτικό συμβούλιο dimotiko symvoulio) alle fünf Jahre direkt gewählt werden. In den Gemeinden, die in Größe und Aufbau teils deutschen Landkreisen ähneln, werden auch Belange entschieden, die zuvor den Präfekturen zugeordnet waren. Innerhalb der Gemeinden gibt es die Unterteilung in Gemeindebezirke (Singular δημοτική ενότητα dimotiki enotita, wörtlich „Gemeindeeinheit“), die exakt den Gemeindegrenzen bis 2010 entsprechen. Gleichzeitig untergliedern sich die Gemeinden in Stadtbezirke (Singular δημοτική κοινότητα dimotiki kinotita) bzw. Ortsgemeinschaften (τοπική κοινότητα topiki kinotita), die ihrerseits aus den vorherigen Gemeindebezirken entstanden sind und weiterhin durch einen lokalen Rat und einen Vorsteher repräsentiert werden.
Außerhalb der eigentlichen Verwaltungsgliederung steht der Berg Athos (Άγιο Όρος Ágio Óros „Heiliger Berg“). Griechenland übt (durch einen ernannten Gouverneur) über das Territorium die volle Souveränität aus, gewährt jedoch ein traditionelles Recht auf vollständige innere Autonomie. Alle Einwohner des Gebiets erwerben automatisch die griechische Staatsbürgerschaft, die Jurisdiktion unterliegt direkt dem Ökumenischen Patriarchat von Konstantinopel.

## Politische Gliederung seit 2011

### Nationale Ebene

Die Gebiete der Dezentralen Behörden Griechenlands mit ihren Verwaltungssitzen

Die Dezentralen Behörden (Singular griechisch Αποκεντρωμένη Διοίκηση Apokendromeni Diikisi) dienen der Organisation der staatlichen Verwaltung. Ihnen steht ein von der griechischen Zentralregierung ernannter Generalsekretär (Γενικός Γραμματέας Genikos Grammateas) vor. Sie erstrecken sich auf das Gebiet von einer bis drei Regionen; die Regionen Nördliche und Südliche Ägäis werden von der Dezentralen Behörde Ägäis verwaltet, die ihren Sitz in Piräus, also außerhalb ihres eigentlichen Gebietes hat.
| Dezentrale Behörde                | Sitz         |
| --------------------------------- | ------------ |
| Attika                            | Athen        |
| Thessalien-Mittelgriechenland     | Larisa       |
| Epirus-Westmakedonien             | Ioannina     |
| Peloponnes-Westgriechenland-Ionio | Patras       |
| Ägäis                             | Piräus       |
| Kreta                             | Iraklio      |
| Makedonien-Thrakien               | Thessaloniki |

### Regionale Ebene

Regionen und Regionalbezirke

siehe Liste der Regionen Griechenlands
Die 13 Regionen haben eine eigene Verwaltung sowie einen Gouverneur (griechisch περιφερειάρχης periferiarchis) als Regierungschef, der zusammen mit dem Regionalrat (Περιφερειακό Συμβούλιο Periferiakó Symvoúlio) direkt vom Volk gewählt wird. Zur Zusammensetzung der Präfekturräte und zu den Gouverneuren siehe Regionalwahlen in Griechenland 2010. Die 74 Regionalbezirke entsprechen grob den ehemaligen Präfekturen, die jedoch in den Inselregionen um zahlreiche Bezirke erweitert wurden. Sie spielen unter anderem eine Rolle bei der Zuweisung der Sitze in den Regionalräten, die proportional zur Einwohnerzahl auf die Regionalbezirke aufgeteilt werden.

#### Regionalbezirke
Die griechischen Regionen gliedern sich in Regionalbezirke (Singular Περιφερειακή Ενότητα Periferiakí Enótita); auf diese Einheiten werden die Sitze im Regionalrat nach Einwohnerzahl der Wohnbevölkerung (μόνιμος πληθυσμός mónimos plithysmós) proportional verteilt. Sie entsprechen in vielen Fällen den Gebieten der bis 2010 bestehenden Präfekturen, allerdings wurden – insbesondere im Bereich der Inselregionen und im Fall der dicht besiedelten Region Attika – auch zahlreiche kleinere Regionalbezirke geschaffen.

### Kommunale Ebene
Die 332 griechischen Gemeinden wählen – proportional zur Einwohnerzahl – alle fünf Jahre einen Gemeinderat (δημοτικό συμβούλιο dimotiko symvoulio) und einen Bürgermeister (δήμαρχος dimarchos). Für die Zahl der Ratsmandate gilt folgender Schlüssel (Gemeinden, die sich aus mehr als sechs Vorgängergemeinden zusammensetzen, erhalten die Zahl der Mandate der nächsthöheren Stufe):
| Einwohnerzahl   | Mandate |
| --------------- | ------- |
| 1–2.000         | 13      |
| 2.001–5.000     | 17      |
| 5.001–10.000    | 21      |
| 10.001–30.000   | 27      |
| 30.001–60.000   | 31      |
| 60.001–100.000  | 41      |
| 100.001–150.000 | 45      |
| > 150.000       | 49      |

#### Gemeindebezirke
Die Gemeindebezirke (Singular ενοτική κοινότητα enotiki kinotita) sind Untereinheiten der Gemeinden, die keine eigene Vertretung wählen; sie dienen ausschließlich der Verteilung von Zuständigkeiten auf der Ebene der Gemeinde selbst. So können stellvertretende Bürgermeister mit der Zuständigkeit für einen oder mehrere Gemeindebezirke betraut werden. Die Gemeindebezirke entsprechen den Gebieten der Gemeinden vor 2011. Ehemalige Gemeinden, die keine weitere Unterteilung besaßen, sind gleichzeitig Stadtbezirke oder Ortsgemeinschaften der neuen Gemeinden.

#### Stadtbezirke und Ortsgemeinschaften (2011–2019)
Als Untereinheiten mit Selbstverwaltung dienen Stadtbezirke (Singular δημοτική κοινότητα dimotikí kinótita) bzw. Ortsgemeinschaften (Singular τοπική κοινότητα topikí kinótita). Diese entsprechen den Gebieten der Gemeinden, wie sie bis 1997 bestanden und die von 1997 bis 2010 ihrerseits Gemeindebezirke (Singular δημοτικό διαμέρισμα dimotikó diamérisma) bildeten. Zusammen mit der Wahl der Gemeinderäte wurden in diesen lokalen Einheiten einzelne Vertreter (Singular εκπρόσωπος ekprósopos) oder Räte (Singular συμβούλιο της δημοτικής/τοπικής κοινότητας symvoúlio tis dimorikís/topikís kinótitas) gewählt. Den Räten steht ein Vorsitzender (πρόεδρος próedros) vor, der von der Liste bestimmt wird, die die meisten Stimmen erhalten hat. Die Volkszählung 2011 weist auch Ortsgemeinschaften ohne Bewohner aus.
Stadtbezirke waren.
- alle Gebiete mit mehr als 2000 Einwohnern
- alle Gebiete auf Inseln mit über 1000 Einwohnern
- alle Gebiete, die sich auf die gesamte Fläche einer Insel erstrecken.
- alle Gebiete in Gemeinden mit mehr als 100.000 Einwohnern

Ortsgemeinschaften waren alle übrigen Gebiete.

#### Kinotita (2019–2021)
Mit dem „Kleisthenis I-Programms“, das zum 1. September 2019 in Kraft trat, entfiel die Unterscheidung zwischen dimotikí und topikí kinótita. Wie bereits vor 1998 wurde für diese Verwaltungsebene der Begriff kinótita erneut eingeführt.

#### Dimotiki Kinotita (seit 2021)
Das Gesetz 4804 aus dem Jahr 2021 zu neuen Bestimmungen von Regional- und Kommunalwahlen (Εκλογή Δημοτικών και Περιφερειακών Αρχών και λοιπές διατάξεις.) ersetzt den Begriff kinótita zugunsten von Dimotiki Kinotita. Neben dem Vorsitzenden folgt die Anzahl der Versammlungsmandate abhängig der Anzahl ihrer Einwohner.
| Einwohnerzahl | Mandate         |
| ------------- | --------------- |
| < 300         | nur Vorsitzende |
| 301–2.000     | 3               |
| 2.001–10.000  | 5               |
| 10.001–50.000 | 11              |
| > 50.000      | 15              |

## Geschichte
Das moderne Griechenland steht – ganz im Gegensatz zum antiken – in einer starken zentralistischen Tradition. Noch unter dem ersten griechischen Gouverneur Ioannis Kapodistrias wurde das griechische Territorium in dreizehn Bezirke (Singular griechisch τμήμα tmima) und diese weiter in Provinzen (επαρχία eparchia)  eingeteilt, die jedoch zentral durch den Nationalstaat regiert werden sollten. Wesentliches Ziel Kapodistrias’ war die Entmachtung der lokalen Herrscherfamilien, die in ihrem Bereich über nahezu absoluten Einfluss verfügten – dem Spross einer dieser Familien fiel er bei einem Attentat 1831 zum Opfer.
Der Britische Geheimdienst (Naval Intelligence Division) merkte in seinem umfangreichen Werk zur Landeskunde Griechenlands im März 1944 zur Bedeutung des Begriffs Dezentralisierung in Griechenland an:

„In Griechenland beinhaltet das Wort ‚Dezentralisierung‘ nicht, wie gewöhnlich, den Transfer größerer Macht an die lokal gewählten Vertreter, sondern die Konzentration von Macht in den Händen der lokalen Vertreter der Zentralmacht, das heißt den Generalgouverneuren und den Nomarchen [Vorstehern der Präfektur; der Übersetzer].“

### 1833–1955

Die zehn ersten Präfekturen von 1833

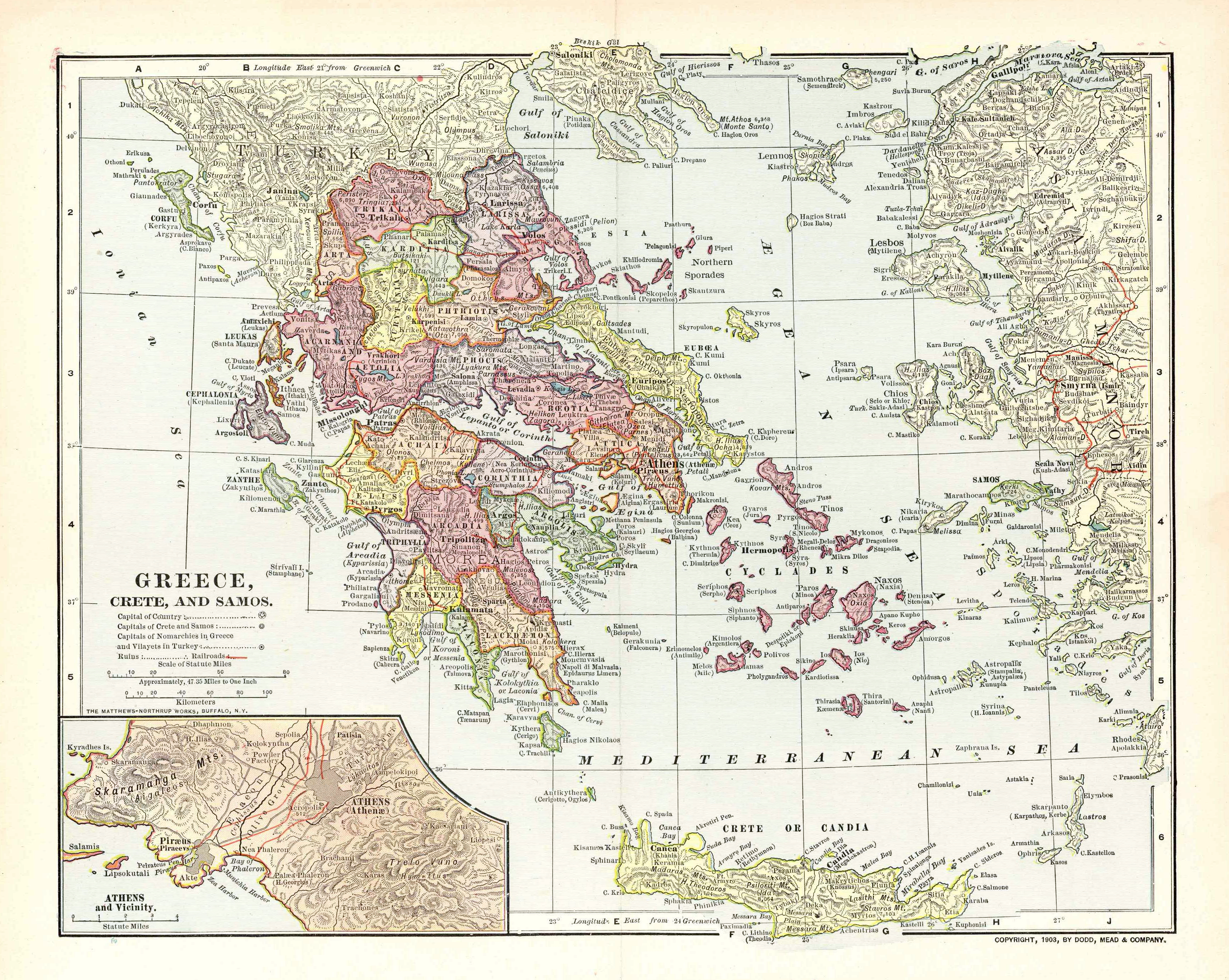
Griechenland mit 26 Präfekturen nach 1899

Die mit König Otto I. nach Griechenland gelangten bayerischen Verwaltungsbeamten hielten am zentralistischen Prinzip fest. 1833 wurde der Staat in nunmehr zehn Präfekturen (nomí) mit 47 kleineren Einheiten gegliedert. Außerdem wurde unter dem Begriff dímos das kommunale Organ der Stadt bzw. Gemeinde geschaffen. 1912 entstand unter dem Begriff Gemeinschaft oder Landgemeinde (kinótita) ein zweites kommunales Organ für kleinere, dörfliche Siedlungen. Spätere Verfassungen (1927, 1952, 1968 und 1974) legten die Bestimmung lokaler und regionaler Belange in die Hand der Bürger, ohne dies jedoch je mit entsprechenden Gesetzen real umzusetzen.
Die größte administrative Gliederung in Griechenland war im 20. Jahrhundert das Diamerisma (griechisch Διαμέρισμα). 10 Diamerismata, von denen jedes grob einem geographischen Gebiet entsprach, existierten seit 1913 mit dem Ende der Balkankriege. Geführt wurden die Diamerismata von je einem Generalgouverneur (Genikos Diikitis), der direkt von der Zentralregierung in Athen ernannt wurde und einen Ministerrang innehatte. Mit Ausnahme der vier nach dem Balkankrieg errichteten Diamerismata Thrakien und Ostmakedonien (bzw. Westthrakien), Westmakedonien, Kreta sowie Epirus hatten die verbleibenden sechs Diamerismata eher symbolischen Charakter; eine wesentliche Verwaltungstätigkeit entfalteten diese Diamerismata nicht. Athen erhielt kurz nach Beginn der Diktatur von Ioannis Metaxas 1936 ebenfalls einen Generalgouverneur.
Die Anzahl der Präfekturen (nomí) stieg seit Gründung des griechischen Staates 1830 bzw. Errichtung der Präfekturen 1833 ständig an. Für diese Entwicklung wesentlich verantwortlich war die Ausweitung des griechischen Staatsgebiets durch die Gebietszuwächse im ersten und zweiten Balkankrieg 1912 und 1913 (Epirus, Westmakedonien, Zentralmakedonien, Ostmakedonien, Westthrakien) sowie als Folge des Berliner Vertrages von 1878 samt Nachfolgeregelungen die 1881 in Kraft getretene Abtretung von Thessalien. Daneben erfolgte im 19. und 20. Jahrhundert auch die weitere Unterteilung bestehender Präfekturen sowie die Schaffung neuer Präfekturen aus vorhandenen Teilgebieten von bestehenden. Damit wuchs die Anzahl der Präfekturen kontinuierlich. 1896 hatte Griechenland 15 Präfekturen: Attika und Viotia, Achaia und Elis, Messenien, Larisa, Trikala, Ätolien-Akarnanien, Arkadien, Argolis und Korinthia, Fokida und Fthiotida, Lakonien, Kykladen, Korfu, Kefallinia sowie Arta und Zakynthos. 1928 waren es bereits 37 Präfekturen gegenüber den zehn Präfekturen von 1833. Im Vergleich zum gegenwärtigen Zustand waren folgende Präfekturen nicht existent: Thesprotia, Evrytania, Karditsa, Kastoria, Grevena, Fokida, Pieria, Imathia, Xanthi und Viotia (Böötien). Die Präfekturen der Halbinsel Peloponnes erfuhren keine Veränderung. 1936 wurden unter der Diktatur von Ioannis Metaxas Gebietskorrekturen an den bestehenden Präfekturen durchgeführt sowie die Präfektur Thesprotia neu geschaffen.
Die Nomarchen durften in den 1930er-Jahren vor ihrer Ernennung durch den griechischen Innenminister der Zentralregierung in Athen drei Jahre lang nicht Einwohner des Nomos sein, dem sie vorstehen sollten. Diese Regelung galt nicht nur für die Person des Nomarchen, sondern auch für dessen etwaige Ehefrau. Die Regelung erstreckte sich nicht nur auf den Einwohnerstatus, sondern auch auf die Ausübung politischer Rechte, beispielsweise das Wahlrecht. Hier galt – sowohl für Nomarchen als auch dessen Ehefrau – ebenfalls eine „Sperrfrist“ von drei Jahren. Diese Regelung sollte eine Interferenz der privaten Interessen mit der zu verwaltenden Präfektur verhindern. Der Nomarch hatte umfangreiche Aufgaben und Vollmachten, darunter Gesundheitswesen, öffentliche Ordnung, Unterhaltung von Verkehrswegen und öffentlichen Bauten, Einnahme und Verwaltung von Steuern und Abgaben sowie Überwachung der staatlichen Ausgaben. Die Macht der Nomarchen im zentralistischen Sinne stieg während der Metaxas-Diktatur weiter an, als 1938 die Nomarchen direkt den Generalgouverneuren und damit in direkter „Befehlsfolge“ dem König unterstellt wurden. Damit wurden die Nomarchen auch Befehlshaber aller Ordnungskräfte im betreffenden Nomos, ausgenommen der Armee.

### 1955–1981

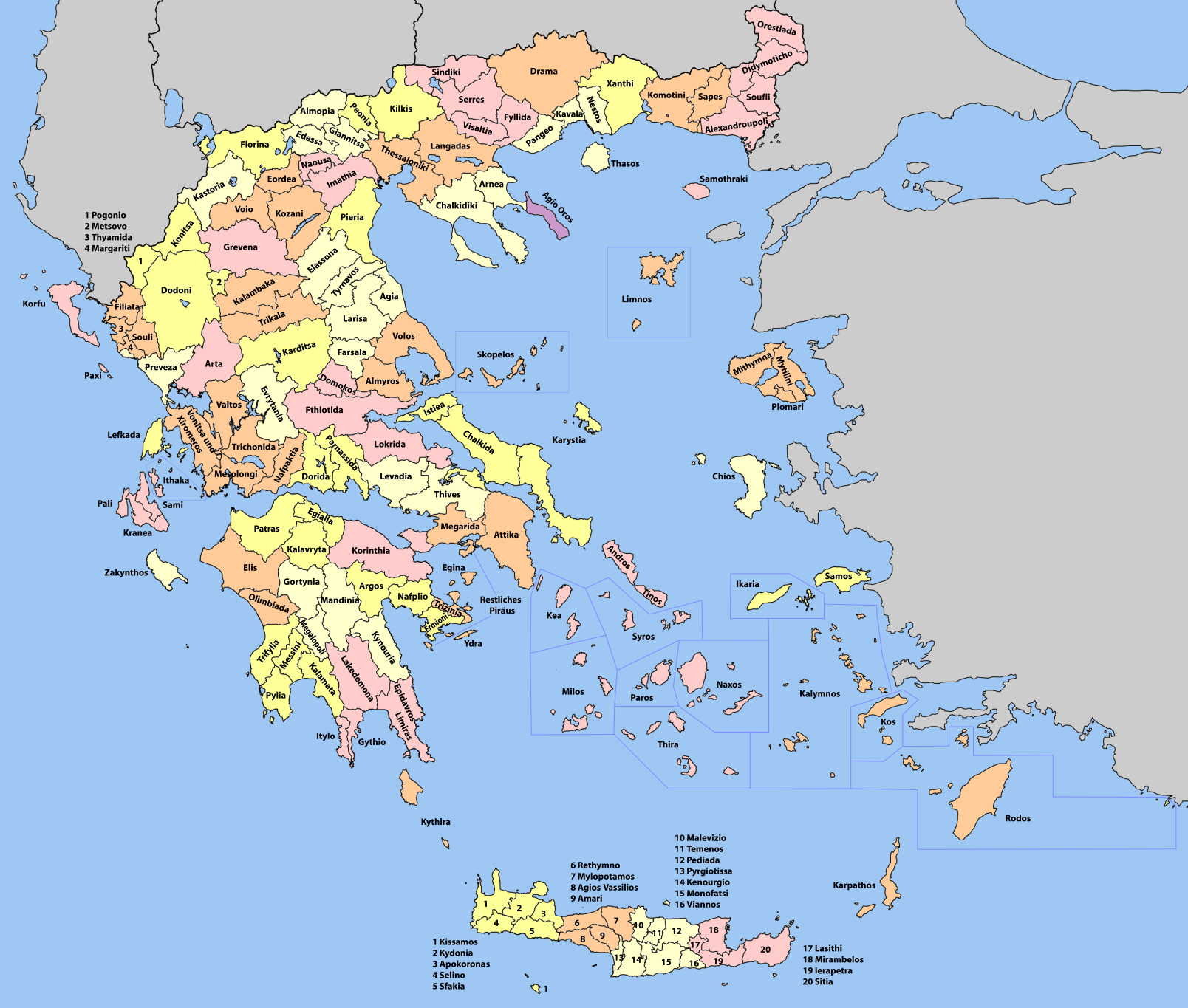
Die ehemaligen Provinzen Griechenlands

Im Jahre 1955 wurde im nunmehr dem heutigen Staatsgebiet entsprechenden Griechenland die Einteilung in 51 Präfekturen (nomí) etabliert, die Präfekten dieser Gebiete wurden jedoch weiterhin vom nationalen Innenministerium ernannt. Diese Präfekturen unterteilten sich in 147 kleinere Einheiten, die eparchíes (griechisch επαρχίες „Provinzen“, Singular επαρχία eparchía). Diese Provinzen unterstanden, angeführt vom Provinzvorsteher (Eparchos), direkt dem Nomarchen und wurden auch von diesem ernannt. Wie bei den Diamerismata spielten die Provinzen vor allem in den seit 1912 hinzugewonnenen Gebieten eine verwaltungstechnische Rolle; in den anderen Landesteilen war ihre Bedeutung eher symbolisch als Fortsetzung von historisch bedingten Gebieten und Landschaften. 1938 hatte Griechenland 139 Provinzen.
Die Verwaltungseinheiten Dimos (Δήμος) und Kinotita (Κοινότητα) wurden bis 1912 (erste Kommunalreform) lediglich als Untereinheiten der Verwaltungsgliederung verstanden; sie bildeten die Ebene unterhalb der Präfektur (nomós) bzw. der Provinz (eparchía). Ab 1912 (erste Kommunalreform) wurden diese Verwaltungseinheiten nominal gestärkt und definitorisch festgelegt. Ein Dimos als Verwaltungseinheit blieb einer Ortschaft vorbehalten, die (mit den sie unmittelbar umgebenden Dörfern) eine Einwohnerzahl von mehr als 5000 aufwies. Aus dieser Definition resultierte 1944 die Anzahl von 73 Dimi im gesamten Griechenland. Typischerweise betraf dies die Verwaltungssitze von Provinzen. Kaum eine Präfektur hatte mehr als zwei Dimi aufzuweisen, mit Ausnahme der damaligen Präfekturen Attika-Viotia, Thessaloniki und Argolida-Korinthia. Eine Kinotita wurde als Ortschaft bzw. Ortschaft mit unmittelbar umliegenden Weilern definiert, sobald sie die Einwohnerzahl von 300 überschritt und die Einwohnerzahl von 5000 nicht überschritt. Abweichend von dieser Definition konnten Kinotites auch für isolierte Ortschaften mit weniger als 300 Einwohnern eingerichtet werden, beispielsweise auf kleinen Inseln oder in abgelegenen Teilen Nordwestgriechenlands. Selbst eine Schule war in solchen Fällen keine zwingend notwendige Einrichtung. Daraus ergaben sich 1938 über 5600 Kinotites. Von 1833 an wurden die Bürgermeister (δήμαρχος dímarchos) und Gemeindevorsteher (Πρόεδρος Proedros) durch den König ernannt. 1864 ging die Ernennung durch den König verloren; die Bürgermeister wurden anschließend von der Gemeinde gewählt, der sie vorstanden. Wahlberechtigt waren bis 1930 nur Männer, ab 1930 auch Frauen über 30 Jahren unter der Voraussetzung, lesen und schreiben zu können. In der Verfassung von 1927, die das Frauenwahlrecht einräumte, wurde auch die Wahl eines Kommunalrats bestimmt sowie festgelegt, dass nur griechische Staatsbürger das passive Wahlrecht ausüben durften. Den Bürgermeistern kam vor allem die Rolle als Chef der kommunalen Verwaltung zu (beispielsweise Registrierung von Geburten und Todesfällen, Erstellung der Wählerlisten sowie Erstellung der Listen für die Wehrpflichtigkeit). Eine Kontrolle über die Finanzen, vor allem das Recht zur Erhebung lokaler Steuern, besaß der Bürgermeister und damit die Gemeinde nicht. Der Diktator Ioannis Metaxas schränkte nach seiner Machtergreifung 1936 diese Rechte wieder ein. 1967 hatte Griechenland 130 Stadtgemeinden (Dimi).
Die kleinste Verwaltungseinheit, ohne weitere administrative Bedeutung, war der Synikismos (συνοικισμός „Siedlung, Flecken“). Dieser konnte aus wenigen Häusern oder einem einzelnen Kloster bestehen. 1938 existierten in Griechenland 11.130 Synikismi.

### 1981–1997

Verwaltungsregionen und Präfekturen 1981–2010

Erst nach dem Beitritt Griechenlands zur Europäischen Gemeinschaft im Jahr 1981 begannen Pläne zu einer definierten mittleren Verwaltungsebene zu reifen. Der schließlich 1992 beschlossene Vertrag von Maastricht, in dessen Folge der Ausschuss der Regionen gegründet wurde, was mit erheblichen Mitteln zur Förderung europäischer Regionen verbunden war, verlangte eine Organisation der Staaten nach regionalen Gesichtspunkten. 1987 wurden durch ein Dekret des Präsidenten 13 Entwicklungsregionen (periféries) geschaffen, die in etwa den Regionen anderer Staaten vergleichbar sind, allerdings vom Staat selbst kontrolliert wurden. 1994 schließlich wurde auf der Ebene der bestehenden Präfekturen eine kleinere Gliederung geschaffen, die mit einem direkt gewählten Rat und einem Präfekten von den Wählern direkt bestimmt wird. Zwischen 1995 und 1999 wurden rund 250 staatliche Kompetenzen an die Präfekturen übertragen. Im Zuge dieser Umverteilung von Zuständigkeiten wurde auch die Legitimierung der Präfekturen gestärkt: 1994 erfolgte erstmals die Wahl des Präfekten und des Präfekturrates durch die Bevölkerung einer jeden Präfektur.

### Das Kapodistrias-Programm von 1997

Die Ebenen der politischen Gliederung Griechenlands 1997–2010

1997 wurde mit dem Programm Ioannis Kapodistrias (griechisch Σχέδιο Καποδίστρια Schédio Kapodístria) das Gesetz Nr. 2539/1997 zu einer umfassenden Gemeindereform beschlossen, welche die Anzahl der bisherigen Städte und ländlichen Gemeinden von zusammen 5775 auf nur noch 1033 reduzierte und die Provinzen (eparchíes) abschaffte. Für den Begriff „Dimos“, der vormals nur die städtischen Gemeinden umfasste, bedeutete die Reform einen Bedeutungswandel, da er nun auch in ländlichen Gebieten die unterste Verwaltungsebene darstellte. Durch diese Reform, deren Vollzug bis 2002 dauerte und deren Kosten auf rund 1025 Milliarden Drachmen (etwa drei Milliarden Euro) beziffert werden, verloren insgesamt rund 25.000 gewählte Gemeindevertreter ihre Ämter, und viele Dörfer wurden zu – deutschen Ämtern oder Samtgemeinden vergleichbaren – Flächengemeinden zusammengefasst. Neben einer Straffung der Verwaltung wurde hiermit auch der seit den 1930er-Jahren anhaltenden Landflucht Rechnung getragen. Der Kapodistrias-Plan war in drei Stufen ausgelegt, in der letzten Stufe sollten die in der ersten Stufe neugeschaffenen Gemeinden zu Instanzen einer ebenfalls neu konzipierten Verwaltungseinheit, den sogenannten Symbolitíes (Συμπολιτείες), zusammengefasst werden.
Zur Legitimierung der neu geschaffenen Verwaltungsstrukturen auf kommunaler Ebene wurden im Oktober 1998 erstmals Wahlen für jeden Dimos und jede Kinotita abgehalten. Es folgten regionale Wahlen in den Jahren 2002 und 2006.
Die Gesetze zur politischen Gliederung und den Kompetenzen der jeweiligen Einheiten nach dem Kapodistrias-Plan wurden in Artikel 101 und 102 der Verfassung in ihrer Fassung aus dem Jahr 2001 geregelt.
Präfekturen (nomí)

siehe Liste der ehemaligen Präfekturen Griechenlands
Die Präfekturen und Präfekturbezirke Attikas wurden durch einen Präfekturrat (griechisch Νομαρχιακό Συμβούλιο Nomarchiakó Symvoúlio) vertreten, der von den Wahlberechtigten des jeweiligen Gebiets für die Dauer von vier Jahren direkt gewählt wurde. Je nach Einwohnerzahl hatte dieser Rat 21, 25, 31 oder 37 Abgeordnete. Diese wählten alle zwei Jahre eine Präfektur-Kommission (Νομαρχιακή Επιτροπή Nomarchiakí Epitropí) und den Präfekten (Νομάρχης Nomárchis). Zusätzlich gab es drei präfekturübergreifende Räte, die mehrere Gebiete zu Überpräfekturen zusammenfassten, nämlich Rodopi-Evros, Drama-Kavala-Xanthi und Athen-Piräus. Dachverband war die Enosi Nomarchiakon Aftodiikiseon Ellados (Ένωση Νομαρχιακών Αυτοδιοικήσεων Ελλάδος – ENAE, „Union der präfekturalen Selbstverwaltungen Griechenlands“).
Städte und Gemeinden

Siehe Liste der Gemeinden Griechenlands (1997–2010).
Die griechischen Städte oder Stadtgemeinden (Δήμοι Dími) wurden durch einen Gemeinderat (Δημοτικό Συμβούλιο Dimotikó Symvoúlio) mit 11 bis 41 Mitgliedern vertreten. Ihnen standen ein Bürgermeister (Δήμαρχος Dímarchos) und eine Gemeinde-Kommission (Δημαρχιακή Επιτροπή Dimarchiakí Epitropí) vor, deren Größe sich wie die des Gemeinderats nach der Einwohnerzahl richtete.
Die Gemeinden oder Landgemeinden (Κοινότητες Kinótites) hatten nur einen Gemeindevorsteher (πρόεδρος próedros, gelegentlich auch Κοινοτάρχης Kinotárchis) und einen Gemeinderat (Κοινοτικό Συμβούλιο Kinotikó Symvoúlio) aus 7 bis 11 Mitgliedern.
Gesetzliche Regelungen erlaubten die Loslösung von Einheiten mit mindestens 1500 Einwohnern aus einer Gemeinde zwecks Gründung einer neuen sowie die Möglichkeit von Gemeindefusionen. So wurden die Landgemeinden Tsaritsani, Vrachasi und Zoniana 2006 neu geschaffen; die Landgemeinden Nea Palatia, Oropos und Skala Oropou wurden 2002 zur Stadtgemeinde Oropos vereinigt. Anlässlich der Gemeindereform von 1997 in Städte eingemeindete ehemalige Gemeinden hatten ab einer Einwohnerzahl von 300 das Recht auf einen eigenen Vorsteher (Próedros), der die Interessen des Ortsteils vor dem Gemeinderat vertrat. Die weitere Unterteilung der Gemeinden in Bezirke (Dimotiká diamerísmata, Singular Δημοτικό διαμέρισμα Dimotikó diamérisma) diente vor allem statistischen Zwecken.

### Das Kallikratis-Gesetz von 2010

Die drei Ebenen der politischen Gliederung Griechenlands seit dem Kallikratis-Gesetz

Die 1997 eingeführte Verwaltungsgliederung wurde bereits seit 2005 als weiter reformierungsbedürftig angesehen. Entwürfe für eine weitere Kommunalverwaltungsreform unter dem Stichwort Kapodistrias 2 (in Anlehnung an Kapodistrias 1) sahen eine Verringerung der Zahl der Gemeinden (Dimi und Kinotites) von 1034 (914 Dimi und 120 Kinotites) auf 400 bis 450 (oder 500) neue Gemeinden, allesamt Dimi, vor. Die neu zu schaffenden Gemeinden sollten dabei wie bereits 1997 durch Zusammenlegung bereits bestehender Gemeinden entstehen. Zur Grenzziehung werden auch die ehemaligen Grenzen der Provinzen (Eparchies) zur Hilfe genommen, wobei deren Zahl (147) nicht der geplanten Zahl von 400 bis 450 (oder 500) neuen Gemeinden entspricht. 200 der neu zu schaffenden Gemeinden sollten sich an den Grenzen der ehemaligen Provinzen orientieren.
Neben der Reform der Gemeindeebene sollte auch die Präfekturebene reformiert werden: Die Planungen sahen zunächst eine Reduktion der 54 Präfekturen und Präfekturbezirke auf zwölf bis 17 (oder 20) neu zu schaffende Präfekturen vor. In Analogie zu den Gemeinden sollen bestehende Präfekturen zu einer zusammengefasst werden.
Ein 2003 publizierter Alternativvorschlag sah die Reduktion der Gemeindezahl von ursprünglich 1033 auf 400 als erste Ebene der Verwaltung vor. Die zweite Ebene der Verwaltung sollten die Verwaltungsregionen sein, deren Anzahl von 13 auf vier sinken sollte (Nordgriechenland, Westgriechenland, Zentralgriechenland und Inseln). Die Verwaltungsebene der 54 Präfekturen bzw. Präfekturbezirke sollte ersatzlos entfallen. Als Beispiele bzw. Orientierungspunkte für diesen Vorschlag wurden unter anderem die 16 Bundesländer der Bundesrepublik Deutschland bei 82 Millionen Einwohnern angeführt.
Die Reformpläne wurden nach dem Regierungswechsel 2009 in Angriff genommen. Durch die griechische Finanzkrise erhielten sie eine besondere Dringlichkeit. Mit dem im Mai 2010 vorgestellten Kallikratis-Gesetz wurde eine radikale Verwaltungsreform umgesetzt: Die Verwaltungsebenen wurden von fünf auf drei reduziert, die Anzahl der Gemeinden von 1034 auf 325 verringert. An die Stelle der bisherigen 54 Präfekturen traten 13 autonome Regionen mit einem gewählten Gouverneur; die 13 staatlichen Verwaltungsregionen wurden dagegen durch sieben Verwaltungsdirektionen mit einem von der Regierung ernannten Generalsekretär ersetzt. Die Zahl der Verwaltungsstellen der Gemeindebezirke und kommunalen Unternehmen wurde so von rund 6000 auf 2000 reduziert.
Die Reform ist am 1. Januar 2011 in Kraft getreten; den Kommunalwahlen am 7. und 14. November 2010 lag die neue Verwaltungsgliederung zugrunde.
Der Gebietszuschnitt von fünf Gemeinden wurde 2019 aufgegeben, an deren Stelle zwölf neue Gemeinden entstanden und sich die Gesamtanzahl griechischer Gemeinden auf 332 erhöhte. Die Kommunalwahlen am 26. Mai 2019 wurden bereits nach der korrigierten Verwaltungsgliederung durchgeführt.

## Geographische Gliederung
|                    | Ägäische Inseln |
| Attika             |                 |
| Epirus             |                 |
| Ionische Inseln    |                 |
| Kreta              |                 |
| Makedonien         |                 |
| Mittelgriechenland |                 |
| Peloponnes         |                 |
| Thessalien         |                 |
| Thrakien           |                 |

Die traditionelle geographische Einteilung Griechenlands in zehn Regionen oder Landschaften (griechisch γεωγραφικά διαμερίσματα geografika diamerísmata, etwa „geographische Bezirke“, Singular γεωγραφικό διαμέρισμα geografiko diamérisma) hat keine verwaltungsrechtliche Bedeutung. Im Wesentlichen entspricht sie der heutigen Einteilung in Regionen, wobei Südliche und Nördliche Ägäis zusammen eine Region bilden, die drei periféries Makedoniens und Thrakiens sowie Athos in die (heute griechischen) Gebiete der zwei historischen Landschaften geteilt und die Präfekturen des heutigen Westgriechenland je nach Lage dem Peloponnes bzw. einer Region Übriges Festlandgriechenland und Euböa (griechisch Υπολοιπή Στερεά Ελλάδα και Εύβοια) zugerechnet werden.
Der Nationale Statistische Dienst Griechenlands ELSTAT und Eurostat fassen außerdem die Regionen zu vier Großregionen zusammen, die der Ebene NUTS 1 entsprechen:
1. Nordgriechenland (griechisch Βόρεια Ελλάδα Voria Ellada): Thrakien, Makedonien und Thessalien
2. Zentralgriechenland (griechisch Κεντρική Ελλάδα Kendriki Ellada): Ionische Inseln, Euböa und die übrigen Festlandsregionen außer Attika
3. Attika
4. Inseln (griechisch Νησιά Nisia) bzw. Ägäische Inseln und Kreta

Siehe auch: NUTS:EL